# NGC 3455
NGC 3455 هي مجرة تتبع كوكبة الأسد. اكتشفها ويليام هيرشل في 1784.

## روابط خارجية
- NGC 3455 على موقع ويكي سكاي: DSS2, SDSS, GALEX, IRAS, Hydrogen α, X-Ray, Astrophoto, Sky Map, Articles and images